# Yves Mariot
Pour les articles homonymes, voir Mariot.
Yves Mariot, né le 5 juillet 1948 à Nancy et mort le 15 janvier 2000 à Lyon, était un footballeur professionnel français qui évoluait au poste d'ailier. Il a été sélectionné une fois en équipe de France.

## Biographie
Après s'être fait connaître à Nancy, c'est à Lyon que sa carrière va connaître un essor le menant jusqu'à l'équipe de France, pour son unique sélection contre le Portugal en 1975. 
Autre fait d'armes, il sera l'un des héros de l'épopée bastiaise, les menant jusqu'à la finale de la coupe UEFA en 1978. 
Ailier gauche, Yves Mariot était connu pour être l'un des rares à utiliser « la roulette aérienne » pendant les matches. La balle est derrière le joueur qui du talon la fait passer par-dessus lui pour la récupérer et prendre de vitesse son adversaire. Un geste technique extrêmement rare qu'il maniait à la perfection et qu'il utilisait fréquemment. 
Amoureux de la nature, il s'occupait de chevaux.
Il meurt d'une rupture d'anévrisme le 15 janvier 2000, à l'âge de 51 ans.

## Carrière
- 1967-1973 : AS Nancy-Lorraine
- 1973-1974 : CS Sedan-Ardennes
- 1974-1977 : Olympique lyonnais
- 1977-1978 : SC Bastia
- 1978-1979 : Paris FC
- 1979-1980 : OGC Nice[5]
- 1981-1983 : CS Vaulx-Milieu

## Palmarès
- Finaliste de la Coupe UEFA en 1978 avec le SÉC Bastia
- 1 sélection avec l'équipe de France, le 26 avril 1975[6].